# Lene Lovich

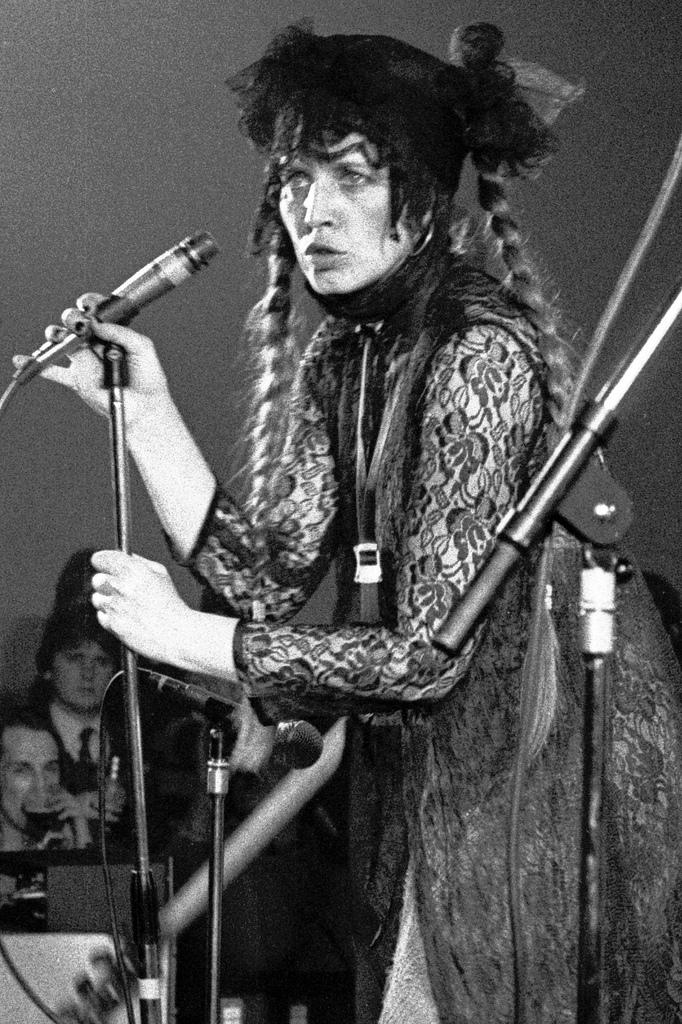
Lene Lovich (1979)

Lene Lovich (* 30. März 1949 in Detroit, Michigan, bürgerlich Lili-Marlene Premilovich) ist eine US-amerikanische Sängerin. Sie spielt auf vielen ihrer Aufnahmen auch Saxophon.

## Leben und Karriere
Ihr Vater war Serbe, ihre Mutter Engländerin. Mit 13 Jahren kam Lili-Marlene Premilovich nach Großbritannien und lebte in Hull. 1968 zog sie nach London um. Sie arbeitete an ihrem Kunsthochschulabschluss, als sie sich ins Showgeschäft begab und als Straßenmusikerin, Gogo-Tänzerin und Schauspielerin arbeitete. Sie sang für The Diversions und Cerrone und traf im November 1977 den einflussreichen BBC-DJ Charlie Gillett. Dieser sponserte ihre erste Schallplattenaufnahme, I Think We’re Alone Now, und überließ das fertige Musikstück Stiff Records. Damit begann ihre Karriere. Nach I Think We’re Alone Now veröffentlichte Stiff Anfang 1979 die Single Lucky Number, und Premilovich alias Lene Lovich hatte einen Hit auf Platz 3 der britischen Charts.
Diverse Singlehits folgten. Lene Lovich sollte in dem Film Breaking Glass die Rolle spielen, die Hazel O’Connor letztlich zu Ruhm verhalf; ihre Plattenfirma bestand aber darauf, dass sie – statt zu filmen – auf einer Welttournee ihre Platten promotete. Ihre Hitparadenplatzierungen schienen dem Management recht zu geben. Doch Lene Lovich war das alles zu viel, und sie nahm eine Auszeit von 18 Monaten. Tom Verlaine gelang es dann, sie wieder für die Musik zu begeistern; sie sang auf seinem Album Words from the Front.

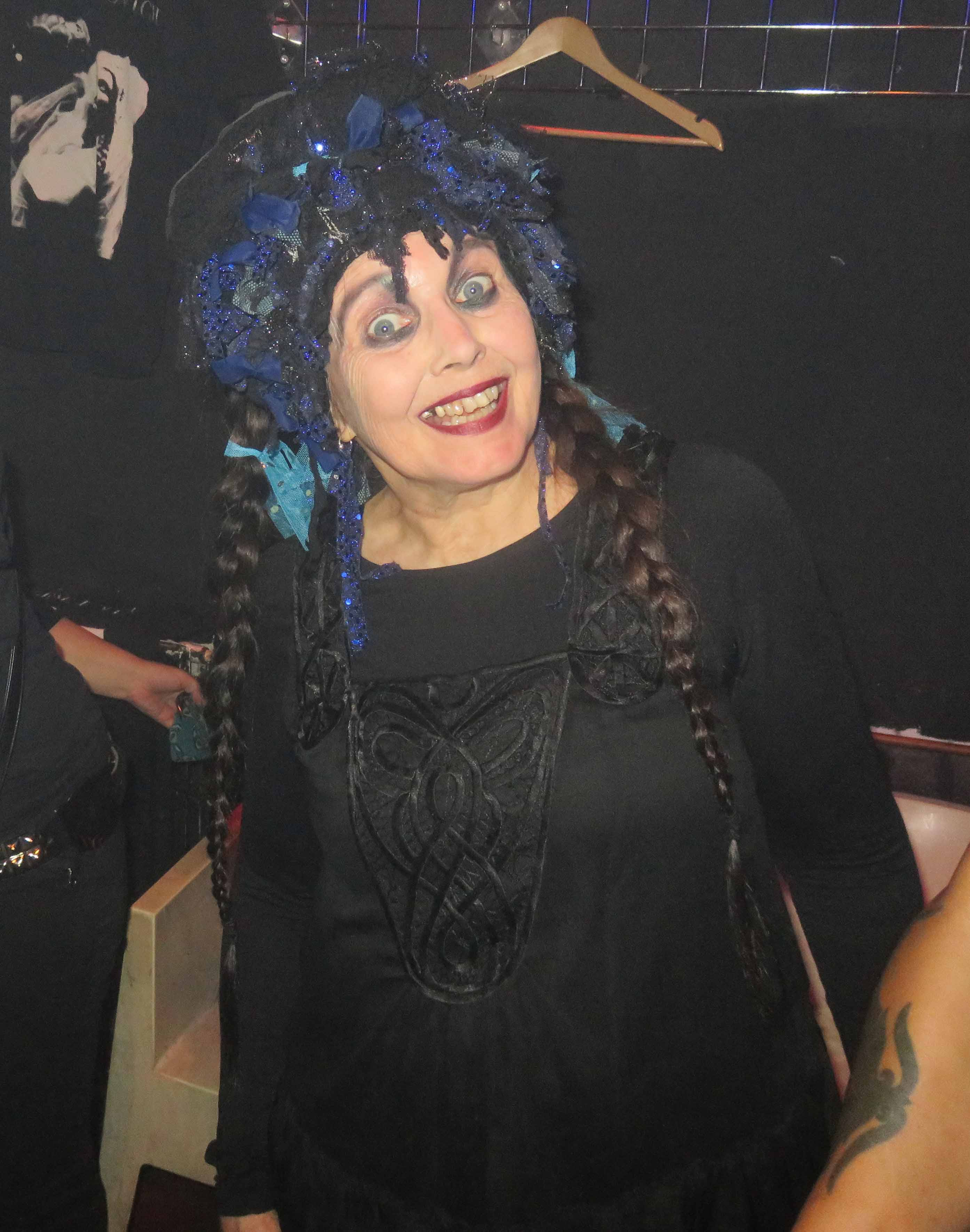
Lene Lovich (2017)

1979 spielte Lene Lovich an der Seite von Herman Brood und Nina Hagen im Film Cha-Cha mit. In dieser Zeit entstand auch einer ihrer bekanntesten Songs Home, der als B-Seite der Single Lucky Number veröffentlicht wurde.
Bekannt ist auch Lene Lovichs Engagement für die Rechte der Tiere. Gemeinsam mit Nina Hagen schrieb und sang sie gegen Tierversuche 1986 den Song Don’t Kill the Animals, der als Single veröffentlicht wurde. Der Song wurde 1987 auch mit Titeln von The Smiths, U2 und anderen auf einem Benefiz-Sampler zugunsten von PETA veröffentlicht.
1989, nach einer mehrjährigen Auszeit, nahm sie das Album March auf. Die Pause kam aufgrund ihres Rückzugs in die Familie zustande. Das Album war mäßig erfolgreich und wurde, zur allgemeinen Verwunderung, erst ein Jahr nach der ersten Vorab-Single Wonderland veröffentlicht, welche in amerikanischen Clubs zu einem Dancehit avancierte.
2005 kündigte sich ein musikalisches Comeback an. Lene Lovich sang auf der CD Take Me to Your Leader von Hawkwind mit und begleitete diese auf einer anschließenden Tour.
Lene Lovichs erstes Album seit March, Shadows and Dust, wurde am 13. September 2005 auf Mike Thorne’s Stereo Society Label veröffentlicht. Auf dem Drop Dead Festival 2006 trat sie erstmals seit Jahren wieder mit ihrer kompletten Band auf.
Zum Herbst 2007 wurde ihre erste Live-DVD veröffentlicht, Lene Lovich: Live from New York, auf der ein Konzert im berühmten Studio 54 im Jahre 1981 zu sehen ist.
Lene Lovich blieb im Laufe ihrer künstlerischen Karriere ihrem Stil treu. Bis heute arbeitet sie mit Les Chapell zusammen.

## Diskografie

### Studioalben
| Jahr | Titel         | Höchstplatzierung, Gesamtwochen, AuszeichnungChartplatzierungen (Jahr, Titel, Platzierungen, Wochen, Auszeichnungen, Anmerkungen) | Höchstplatzierung, Gesamtwochen, AuszeichnungChartplatzierungen (Jahr, Titel, Platzierungen, Wochen, Auszeichnungen, Anmerkungen) | Höchstplatzierung, Gesamtwochen, AuszeichnungChartplatzierungen (Jahr, Titel, Platzierungen, Wochen, Auszeichnungen, Anmerkungen) | Höchstplatzierung, Gesamtwochen, AuszeichnungChartplatzierungen (Jahr, Titel, Platzierungen, Wochen, Auszeichnungen, Anmerkungen) | Höchstplatzierung, Gesamtwochen, AuszeichnungChartplatzierungen (Jahr, Titel, Platzierungen, Wochen, Auszeichnungen, Anmerkungen) | Anmerkungen                         |
| Jahr | Titel         | DE | AT | CH | UK | US | Anmerkungen                         |
| ---- | ------------- | --- | --- | --- | --- | --- | ----------------------------------- |
| 1978 | Stateless     | — | — | — | UK35 (11 Wo.)UK | US137 (10 Wo.)US | Erstveröffentlichung: Oktober 1978  |
| 1979 | Flex          | DE39 (8 Wo.)DE | — | — | UK19 (6 Wo.)UK | US94 (8 Wo.)US | Erstveröffentlichung: Dezember 1979 |
| 1982 | No Man’s Land | — | — | — | — | US188 (4 Wo.)US | Erstveröffentlichung: November 1982 |

grau schraffiert: keine Chartdaten aus diesem Jahr verfügbar
Weitere Veröffentlichungen
- 1981: New Toy EP
- 1989: March
- 1997: The Best of
- 1997: The Very Best Of
- 1999: The Stiff Years – Vol. I + II
- 2004: Lucky Number – The Best Of
- 2005: Shadows and Dust
- 2007: Live from New York

### Singles
| Jahr | Titel Album                                     | Höchstplatzierung, Gesamtwochen, AuszeichnungChartplatzierungen (Jahr, Titel, Album, Platzierungen, Wochen, Auszeichnungen, Anmerkungen) | Höchstplatzierung, Gesamtwochen, AuszeichnungChartplatzierungen (Jahr, Titel, Album, Platzierungen, Wochen, Auszeichnungen, Anmerkungen) | Höchstplatzierung, Gesamtwochen, AuszeichnungChartplatzierungen (Jahr, Titel, Album, Platzierungen, Wochen, Auszeichnungen, Anmerkungen) | Höchstplatzierung, Gesamtwochen, AuszeichnungChartplatzierungen (Jahr, Titel, Album, Platzierungen, Wochen, Auszeichnungen, Anmerkungen) | Höchstplatzierung, Gesamtwochen, AuszeichnungChartplatzierungen (Jahr, Titel, Album, Platzierungen, Wochen, Auszeichnungen, Anmerkungen) | Anmerkungen                         |
| Jahr | Titel Album                                     | DE | AT | CH | UK | US | Anmerkungen                         |
| ---- | ----------------------------------------------- | --- | --- | --- | --- | --- | ----------------------------------- |
| 1979 | Lucky Number Stateless                          | — | AT18 (12 Wo.)AT | — | UK3 Silber · (11 Wo.)UK | — | Erstveröffentlichung: Januar 1979   |
| 1979 | Say When Stateless                              | — | — | — | UK19 (10 Wo.)UK | — | Erstveröffentlichung: Mai 1979      |
| 1979 | Bird Song Flex                                  | DE44 (3 Wo.)DE | — | — | UK39 (7 Wo.)UK | — | Erstveröffentlichung: Oktober 1979  |
| 1980 | What Will I Do Without You Flex                 | — | — | — | UK58 (3 Wo.)UK | — | Erstveröffentlichung: März 1980     |
| 1981 | New Toy New Toy EP                              | — | — | — | UK53 (5 Wo.)UK | — | Erstveröffentlichung: März 1981     |
| 1982 | It’s You, Only You (Mein Schmerz) No Man’s Land | — | — | — | UK68 (2 Wo.)UK | — | Erstveröffentlichung: November 1982 |

Weitere Singles
- 1978: I Think We're Alone Now
- 1980: Angels
- 1980: The Night
- 1982: Blue Hotel
- 1989: Wonderland
- 1990: Hold on to Love